# Fibularia volva
Fibularia volva is een zee-egel uit de familie Fibulariidae.
De wetenschappelijke naam van de soort werd in 1846 gepubliceerd door Louis Agassiz & Pierre Jean Édouard Desor.